# Çankaya Belediyesi (handball)
La section handball du Çankaya Belediye SK est un club de handball turc domicilié à Ankara.

## Palmarès
Compétitions nationales
- Championnat de Turquie (4) : 1995, 1996, 1997, 1999